# Boels Ladies Tour 2018
De Boels Ladies Tour 2018 werd verreden van dinsdag 28 augustus tot en met zondag 2 september in Nederland. Het was de 21e editie van de rittenkoers, die vanaf 2017 behoort tot de UCI Women's World Tour. De ronde telde zes etappes, inclusief een proloog en een tijdrit. Titelverdedigster was Annemiek van Vleuten, die ook deze editie op haar naam schreef, door drie etappes te winnen en alle dagen in de leiderstrui te rijden, ook won ze het puntenklassement.

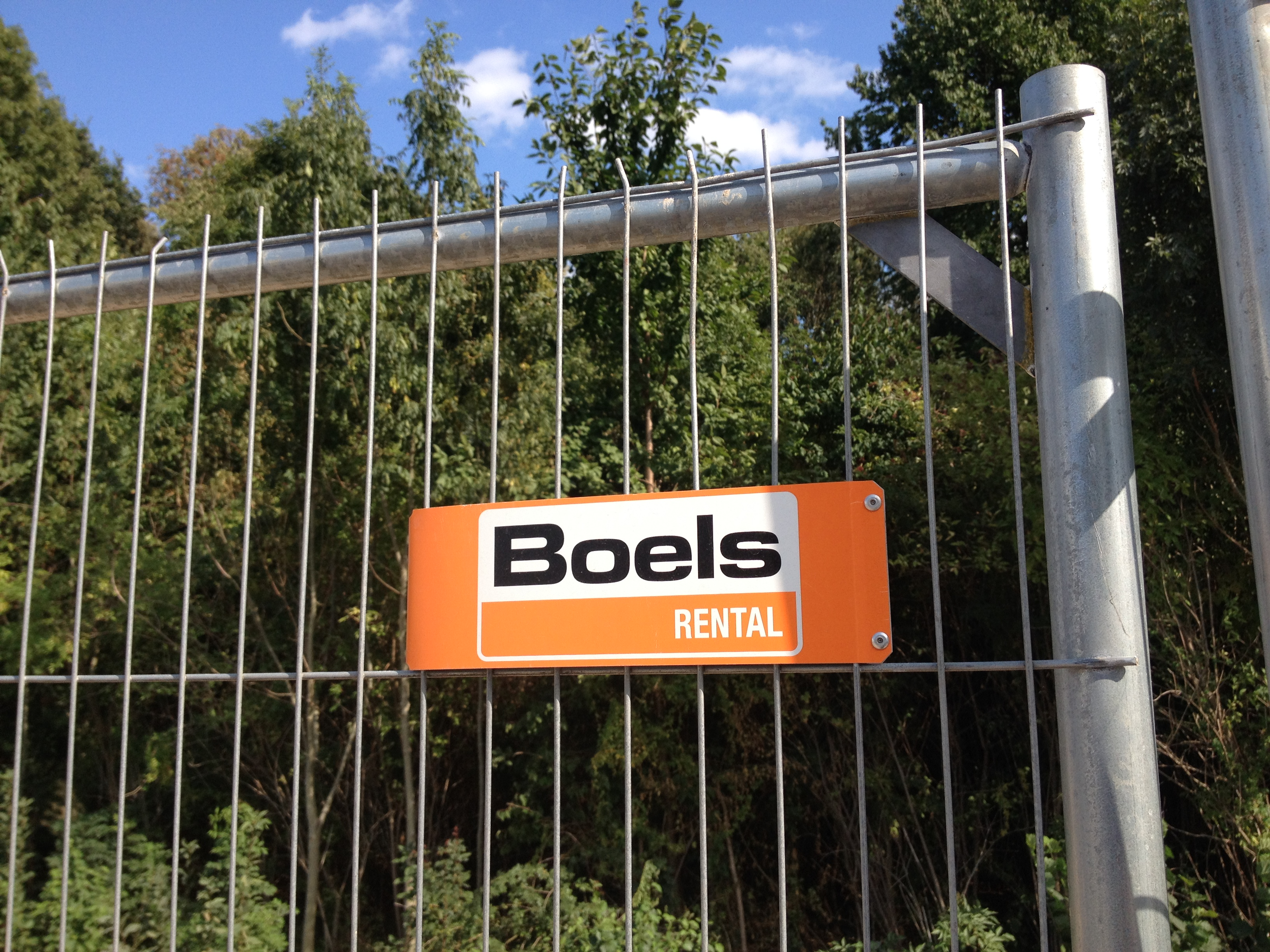
Van Vleuten volgde in de 2e etappe een bordje van Boels Rental.

De proloog van ruim drie kilometer in Arnhem werd net als het jaar ervoor gewonnen door Annemiek van Vleuten. Op zeven seconde werd Anna van der Breggen tweede en Ellen van Dijk werd derde op acht seconde. De tweede etappe leidde de rensters over de heuvels rond Nijmegen. De Italiaanse Rosella Ratto en de Deense Amalie Dideriksen vormden de kopgroep van de dag, maar werden ingerekend op 25 kilometer voor de finish door het peloton dat aangevoerd werd door de ploeg van leidster Van Vleuten, Mitchelton-Scott. Op de laatste beklimming van de Oude Holleweg demareerde de leidster en kreeg Van der Breggen en de Italiaanse Elisa Longo Borghini met zich mee. Toen Amanda Spratt aansloot, demareerde haar ploeggenote Van Vleuten nogmaals en bouwde een ruime voorsprong op, zelfs genoeg om op zes kilometer voor het einde een verkeerde weg in te slaan (waar het bedrijf Boels een bordje had hangen), zodat ze op de streep nog twaalf seconde over had op een uitgedund peloton, waarvan de tot Sloveense genaturaliseerde Eugenia Bujak de sprint won. De derde etappe met start en finish in het Noord-Limburgse Gennep was vlak en nadat een kopgroep van dertien - onder wie wereldkampioene Chantal Blaak - was ingerekend, werd de massasprint gewonnen door Dideriksen voor Lorena Wiebes. Ook de vierde etappe was een vlakke rit door het noorden van Limburg, met start in Stramproy en finish in Weert. De Israëlische kampioene Omer Shapira was lange tijd de enige vluchtster en kreeg in de lokale rondes gezelschap van Amy Pieters en de Duitse Lisa Brennauer, maar moest even later de twee anderen laten gaan. In de laatste ronde werden ook zij ingelopen en werd de massasprint wederom gewonnen door Dideriksen, met Lucinda Brand en Wiebes op de plaatsen twee en drie. De vijfde etappe was wederom in Limburg, maar deze keer in de heuvels van Zuid-Limburg met start en finish op het Tom Dumoulin Bike Park in Sittard-Geleen. Een kopgroep van vier met Blaak, Roxane Knetemann, Eugénie Duval en Pernille Mathiesen kleurde de dag. Duval sprokkelde voldoende bergpunten om de bolletjestrui te veroveren. Ze werden lang gevolgd door een groep van zes, maar die zou weer ingerekend worden door het peloton, waarna Van Vleuten een demarrage probeerde, die meteen teniet gedaan werd. Enkele andere vluchters slaagden er wel in aan te sluiten bij de kopgroep, onder wie Dideriksen, Janneke Ensing en Charlotte Becker. Op de laatste klim in Sweikhuizen ontsnapte wereldkampioene Blaak en kon zo haar laatste wegwedstrijd in de regenboogtrui winnend afsluiten. Ook de afsluitende tijdrit in Roosendaal werd gewonnen door Van Vleuten, met 22 seconde voorsprong op Van Dijk en 32 seconde voor Van der Breggen. In het eindklassement bouwde ze haar voorsprong uit tot bijna een minuut op Van Dijk. Hierdoor veroverde ze ook de leiderstrui van de World Tour.

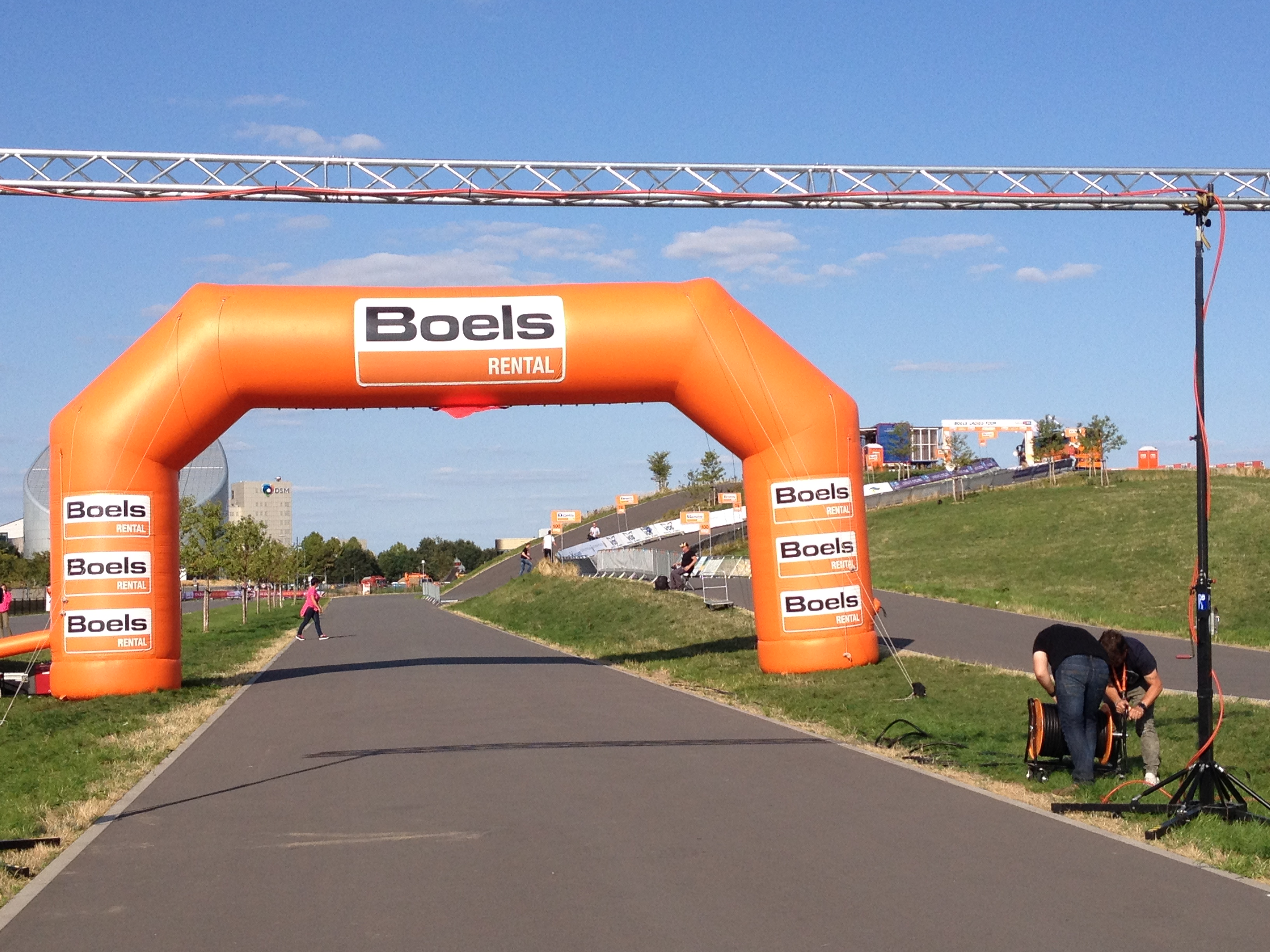
De 5e etappe startte en finishte op het Tom Dumoulin Bike Park in Sittard.

## Teams
| Nrs.  | UCI-teams        |
| ----- | ---------------- |
| 1-6   | Mitchelton-Scott |
| 11-16 | Boels Dolmans    |
| 21-26 | Team Sunweb      |
| 31-36 | Canyon-SRAM      |
| 41-46 | Wiggle High5     |
| 51-56 | Waowdeals        |
| 61-66 | Alé Cipollini    |
| 71-75 | Cylance          |

| Nrs.    | UCI-teams                          |
| ------- | ---------------------------------- |
| 81-86   | FDJ Nouvelle-Aquitaine Futuroscope |
| 91-96   | BTC City Ljubljana                 |
| 101-106 | Hitec Products                     |
| 111-116 | Astana Women's Team                |
| 121-126 | Team Virtu                         |
| 131-136 | Valcar PBM                         |
| 141-146 | Lotto Soudal Ladies                |
| 151-156 | Parkhotel Valkenburg               |

| Nrs.    | Nationale selecties                |
| ------- | ---------------------------------- |
| 161-166 | Nederland (Jan van Arckel en NWVG) |
| 171-176 | Verenigde Staten                   |

## Etappe-overzicht
In december 2017 werd bekend dat op zondag 2 september de afsluitende individuele tijdrit wordt verreden in Roosendaal. Eind februari maakte de organisatie bekend dat de eerste twee etappes in Gelderland worden verreden: de proloog is op dinsdag 28 augustus in Arnhem en de tweede etappe gaat over een heuvelachtig parcours met start en finisht in Nijmegen. Net als het jaar ervoor zullen de overige drie etappes verreden worden in Limburg: etappe drie start en finisht in Gennep, etappe vier voert van Stramproy naar Weert en etappe vijf is gelijk aan de slotrit van 2017, over de Limburgse heuvels met start en finish op het Tom Dumoulin Bike Park in Sittard-Geleen.
| etappe | datum | start          | finish         | profiel             | afstand  | winnaar              | klassementsleider    |
| ------ | ----- | -------------- | -------------- | ------------------- | -------- | -------------------- | -------------------- |
| P      | 28-8  | Arnhem         | Arnhem         | Proloog             | 3,3 km   | Annemiek van Vleuten | Annemiek van Vleuten |
| 2e     | 29-8  | Nijmegen       | Nijmegen       | Heuvelrit           | 135 km   | Annemiek van Vleuten | Annemiek van Vleuten |
| 3e     | 30-8  | Gennep         | Gennep         | Vlakke rit          | 126,3 km | Amalie Dideriksen    | Annemiek van Vleuten |
| 4e     | 31-8  | Stramproy      | Weert          | Vlakke rit          | 132,6 km | Amalie Dideriksen    | Annemiek van Vleuten |
| 5e     | 1-9   | Sittard-Geleen | Sittard-Geleen | Heuvelrit           | 159,6 km | Chantal Blaak        | Annemiek van Vleuten |
| 6e     | 2-9   | Roosendaal     | Roosendaal     | Individuele tijdrit | 18,5 km  | Annemiek van Vleuten | Annemiek van Vleuten |

## Etappe-uitslagen

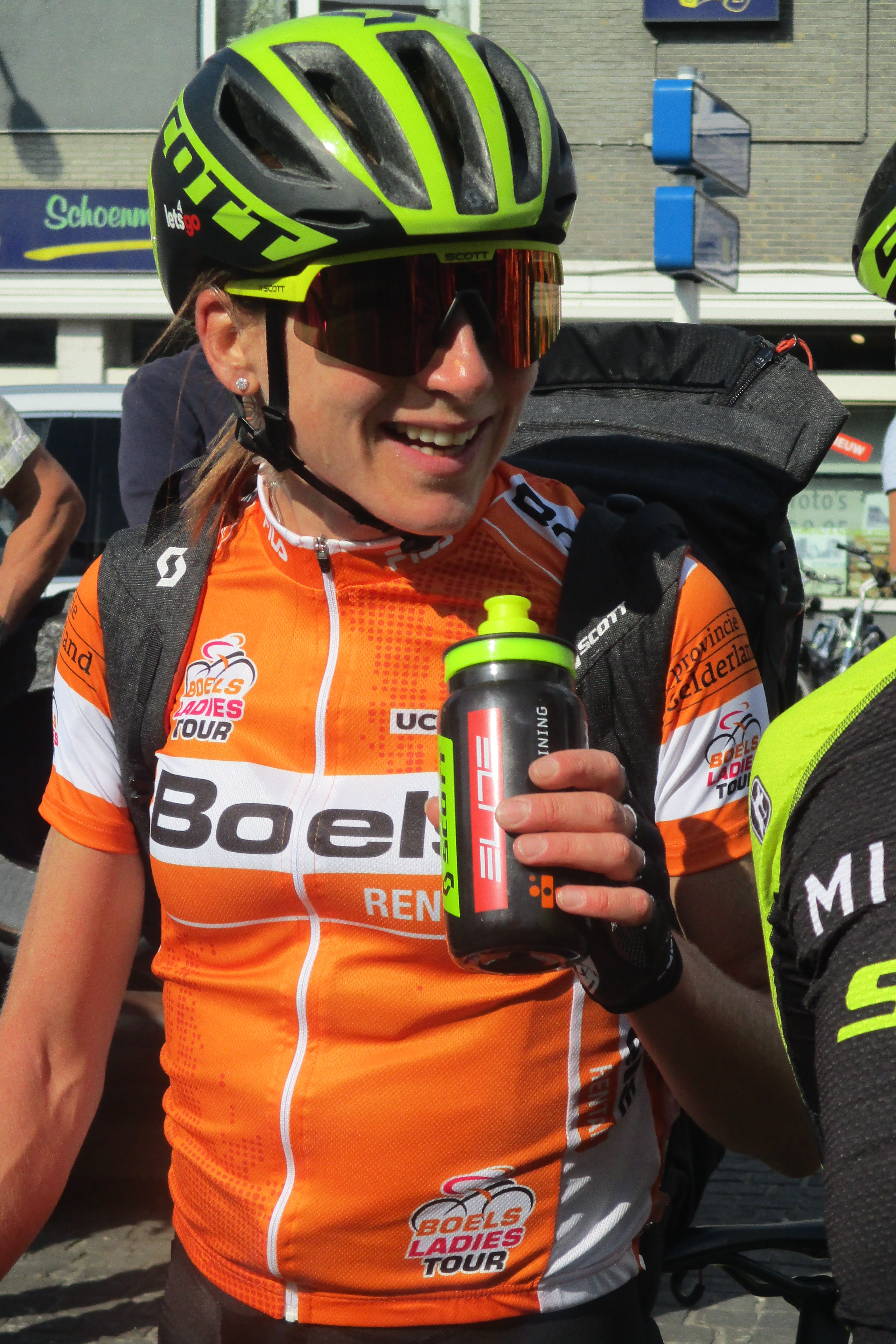
Van Vleuten won drie etappes en reed alle dagen in de leiderstrui.

### Proloog
| Dinsdag 28 augustus: Arnhem - Arnhem (3,3 km) |                      |                    |       |
| Plaats                                        | Naam                 | Ploeg              | Tijd  |
| Winnaar                                       | Annemiek van Vleuten | Mitchelton-Scott   | 4'22" |
| 2                                             | Anna van der Breggen | Boels Dolmans      | + 7"  |
| 3                                             | Ellen van Dijk       | Team Sunweb        | + 8"  |
| 4                                             | Leah Kirchmann       | Team Sunweb        | + 9"  |
| 5                                             | Lisa Brennauer       | Wiggle High5       | + 9"  |
| 6                                             | Lucinda Brand        | Team Sunweb        | + 10" |
| 7                                             | Lisa Klein           | Canyon-SRAM        | + 11" |
| 8                                             | Amy Pieters          | Boels Dolmans      | + 11" |
| 9                                             | Sarah Roy            | Mitchelton-Scott   | + 12" |
| 10                                            | Eugenia Bujak        | BTC City Ljubljana | + 13" |

### 2e etappe
| Woensdag 29 augustus: Nijmegen - Nijmegen (135 km) |                      |                              |          |
| Plaats                                             | Naam                 | Ploeg                        | Tijd     |
| Winnaar                                            | Annemiek van Vleuten | Mitchelton-Scott             | 3u28'29" |
| 2                                                  | Eugenia Bujak        | BTC City Ljubljana           | + 12"    |
| 3                                                  | Elena Cecchini       | Canyon-SRAM                  | z.t.     |
| 4                                                  | Marta Cavalli        | Valcar PBM                   | z.t.     |
| 5                                                  | Amanda Spratt        | Mitchelton-Scott             | z.t.     |
| 6                                                  | Sofia Bertizzolo     | Astana                       | z.t.     |
| 7                                                  | Rozanne Slik         | FDJ N.-Aquitaine Futuroscope | z.t.     |
| 8                                                  | Giorgia Bronzini     | Cylance                      | z.t.     |
| 9                                                  | Audrey Cordon-Ragot  | Wiggle High5                 | z.t.     |
| 10                                                 | Ellen van Dijk       | Team Sunweb                  | z.t.     |

### 3e etappe

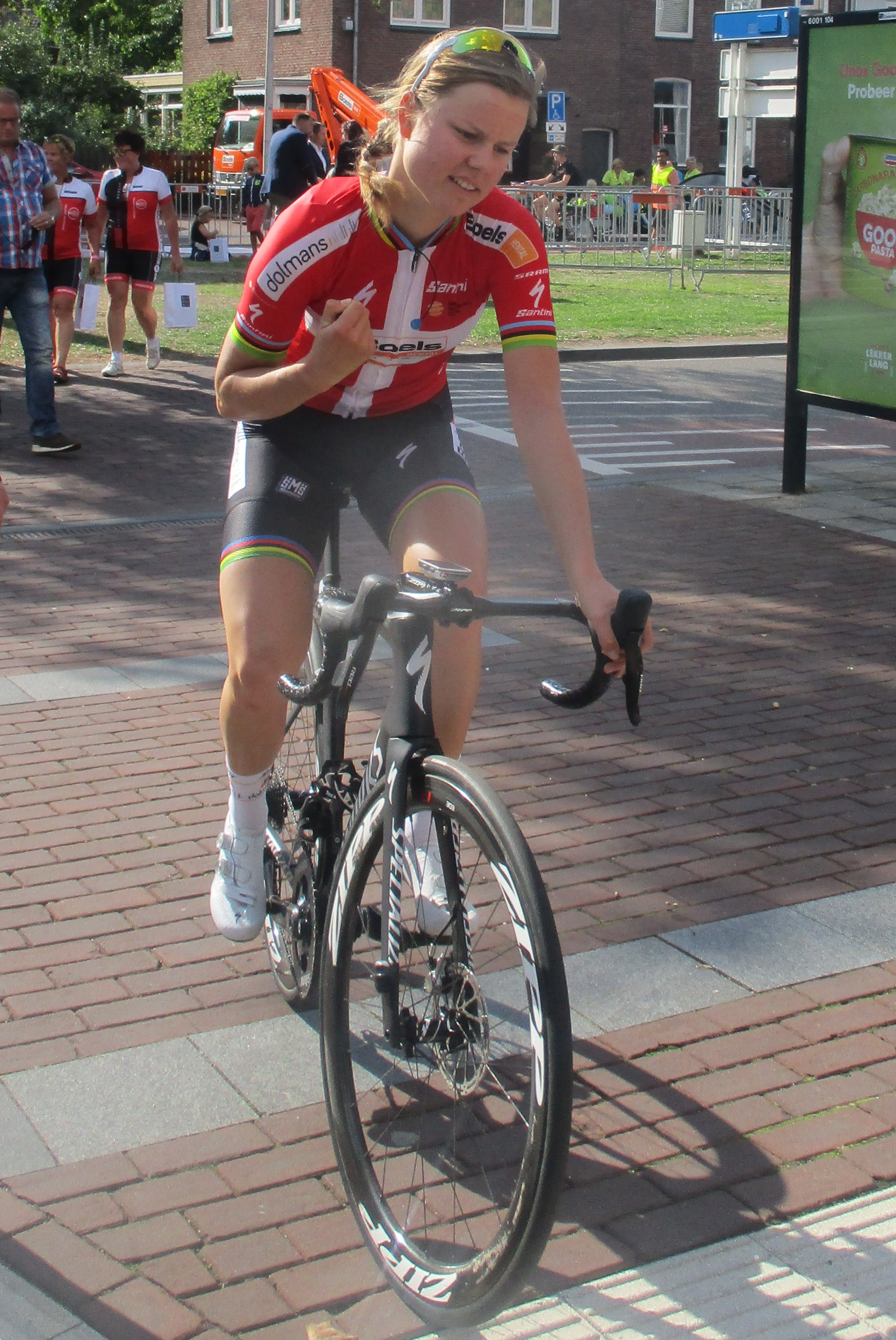
Dideriksen won de 3e en 4e rit.

| Donderdag 30 augustus: Gennep - Gennep (126,3 km) |                           |                      |          |
| Plaats                                            | Naam                      | Ploeg                | Tijd     |
| Winnaar                                           | Amalie Dideriksen         | Boels Dolmans        | 2u58'57" |
| 2                                                 | Lorena Wiebes             | Parkhotel Valkenburg | z.t.     |
| 3                                                 | Jolien D'Hoore            | Mitchelton-Scott     | z.t.     |
| 4                                                 | Maria Giulia Confalonieri | Valcar PBM           | z.t.     |
| 5                                                 | Amy Pieters               | Boels Dolmans        | z.t.     |
| 6                                                 | Marta Bastianelli         | Alé Cipollini        | z.t.     |
| 7                                                 | Lotte Kopecky             | Lotto Soudal Ladies  | z.t.     |
| 8                                                 | Mieke Kröger              | Team Virtu           | z.t.     |
| 9                                                 | Annemiek van Vleuten      | Mitchelton-Scott     | z.t.     |
| 10                                                | Christina Siggaard        | Team Virtu           | z.t.     |

### 4e etappe

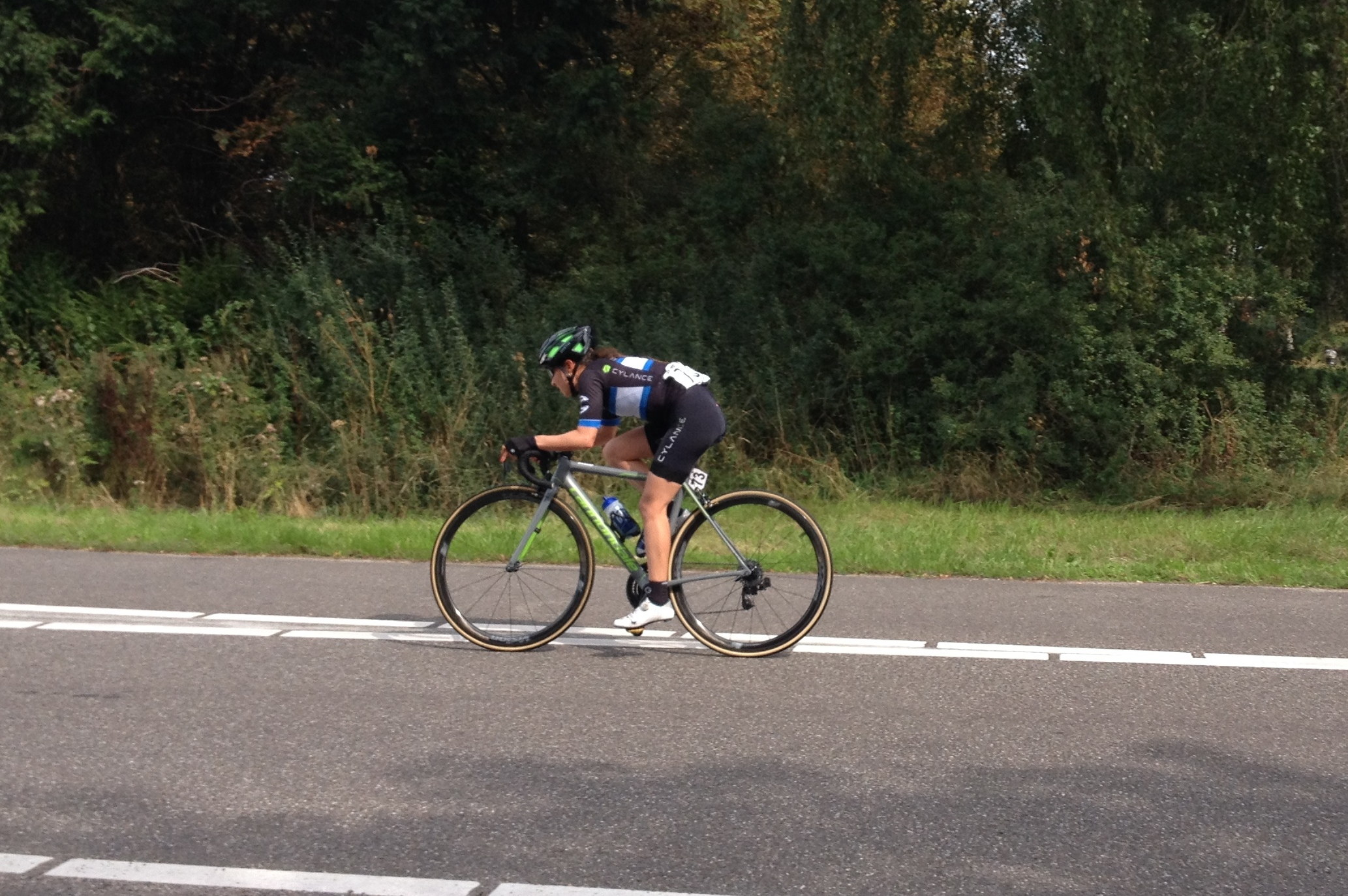
Omer Shapira reed lang solo en kreeg de trui van de strijdlust.

| Vrijdag 31 augustus: Stramproy - Weert (132,6 km) |                           |                      |          |
| Plaats                                            | Naam                      | Ploeg                | Tijd     |
| Winnaar                                           | Amalie Dideriksen         | Boels Dolmans        | 3u28'04" |
| 2                                                 | Lucinda Brand             | Team Sunweb          | z.t.     |
| 3                                                 | Lorena Wiebes             | Parkhotel Valkenburg | z.t.     |
| 4                                                 | Barbara Guarischi         | Team Virtu           | z.t.     |
| 5                                                 | Lotte Kopecky             | Lotto Soudal Ladies  | z.t.     |
| 6                                                 | Giorgia Bronzini          | Cylance              | z.t.     |
| 7                                                 | Audrey Cordon-Ragot       | Wiggle High5         | z.t.     |
| 8                                                 | Maria Giulia Confalonieri | Valcar PBM           | + 2"     |
| 9                                                 | Susanne Andersen          | Hitec Products       | z.t.     |
| 10                                                | Arlenis Sierra            | Astana               | z.t.     |

### 5e etappe

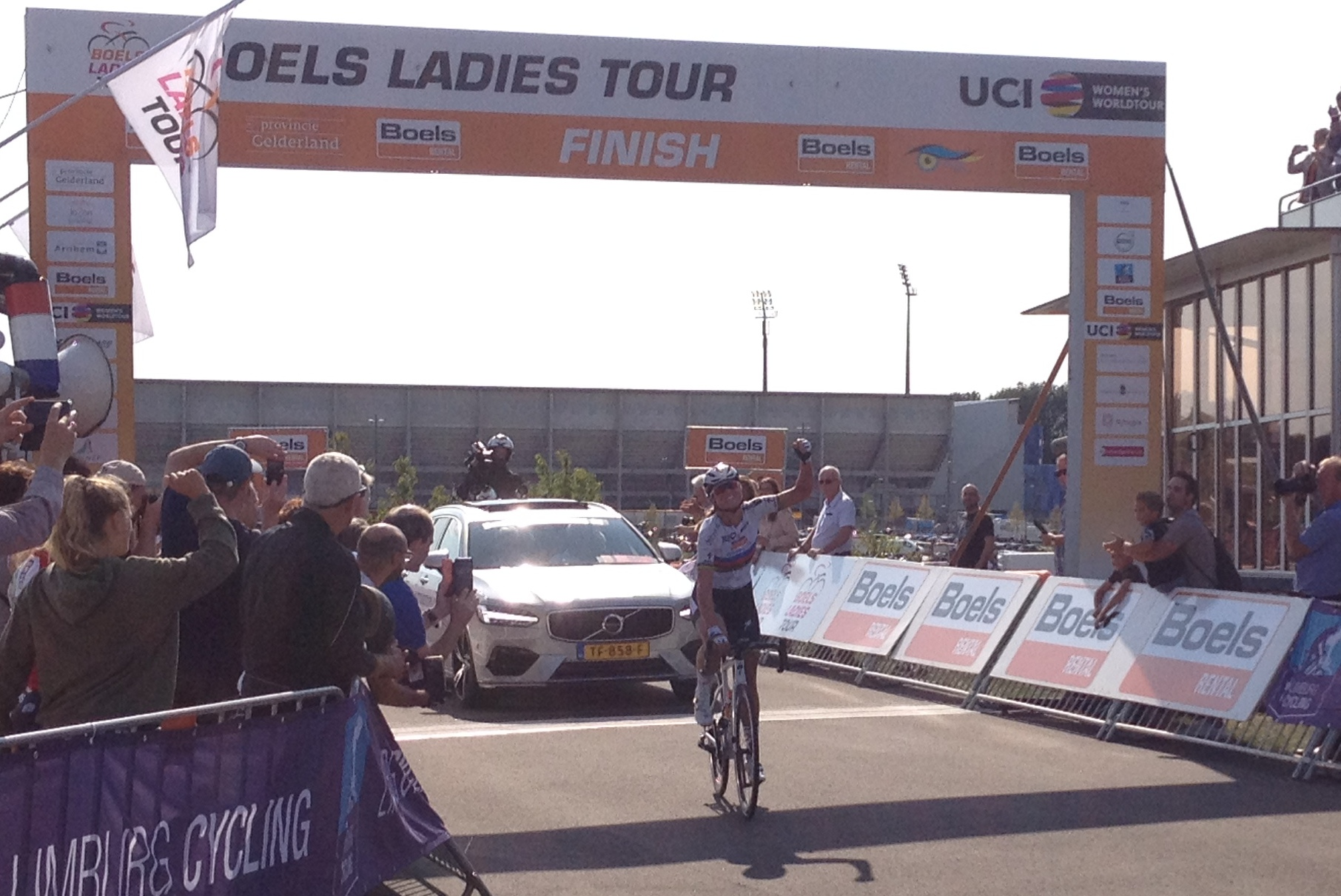
Blaak won de 5e etappe vanuit een kopgroep.

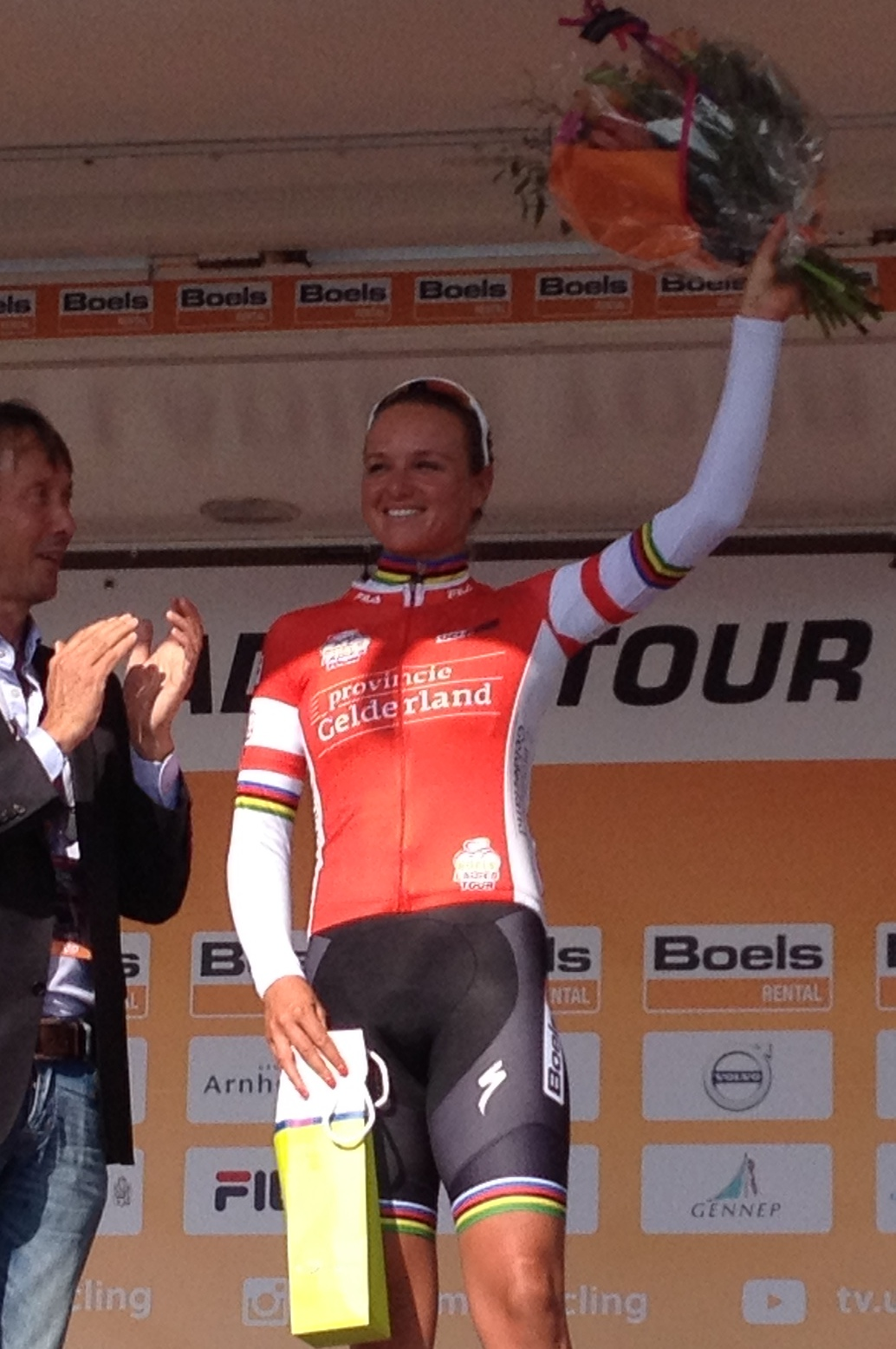
Blaak was ook de strijdlustigste.

| Zaterdag 1 september: Sittard-Geleen - Sittard-Geleen (159,6 km) |                           |                     |          |
| Plaats                                                           | Naam                      | Ploeg               | Tijd     |
| Winnaar                                                          | Chantal Blaak             | Boels Dolmans       | 4u10'24" |
| 2                                                                | Giorgia Bronzini          | Cylance             | + 46"    |
| 3                                                                | Lucinda Brand             | Team Sunweb         | z.t.     |
| 4                                                                | Lotte Kopecky             | Lotto Soudal Ladies | z.t.     |
| 5                                                                | Marta Bastianelli         | Alé Cipollini       | z.t.     |
| 6                                                                | Maria Giulia Confalonieri | Valcar PBM          | z.t.     |
| 7                                                                | Jeanne Korevaar           | Waowdeals           | z.t.     |
| 8                                                                | Lisa Brennauer            | Wiggle High5        | z.t.     |
| 9                                                                | Arlenis Sierra            | Astana              | z.t.     |
| 10                                                               | Barbara Guarischi         | Team Virtu          | z.t.     |

### 6e etappe (ITT)
| Zondag 2 september: Roosendaal - Roosendaal (18,5 km) |                      |                  |         |
| Plaats                                                | Naam                 | Ploeg            | Tijd    |
| Winnaar                                               | Annemiek van Vleuten | Mitchelton-Scott | 24'00"  |
| 2                                                     | Ellen van Dijk       | Team Sunweb      | + 22"   |
| 3                                                     | Anna van der Breggen | Boels Dolmans    | + 32"   |
| 4                                                     | Mieke Kröger         | Team Virtu       | + 49"   |
| 5                                                     | Tayler Wiles         | Verenigde Staten | + 1'00" |
| 6                                                     | Lisa Klein           | Canyon-SRAM      | + 1'09" |
| 7                                                     | Leah Kirchmann       | Team Sunweb      | + 1'14" |
| 8                                                     | Lisa Brennauer       | Wiggle High5     | + 1'16" |
| 9                                                     | Leah Thomas          | Verenigde Staten | + 1'25" |
| 10                                                    | Amanda Spratt        | Mitchelton-Scott | + 1'28" |

## Eindklassementen

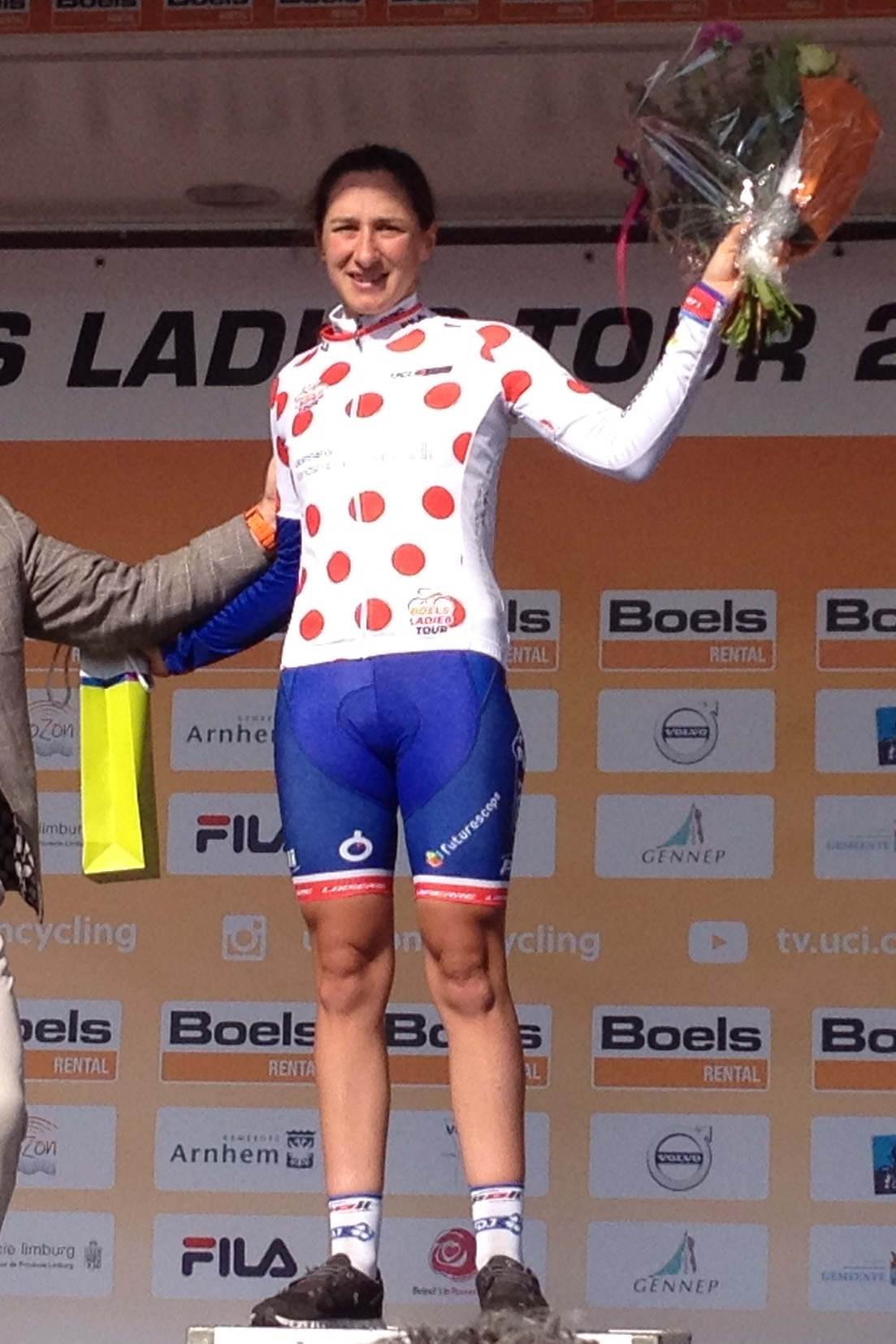
Eugénie Duval won de bergtrui.

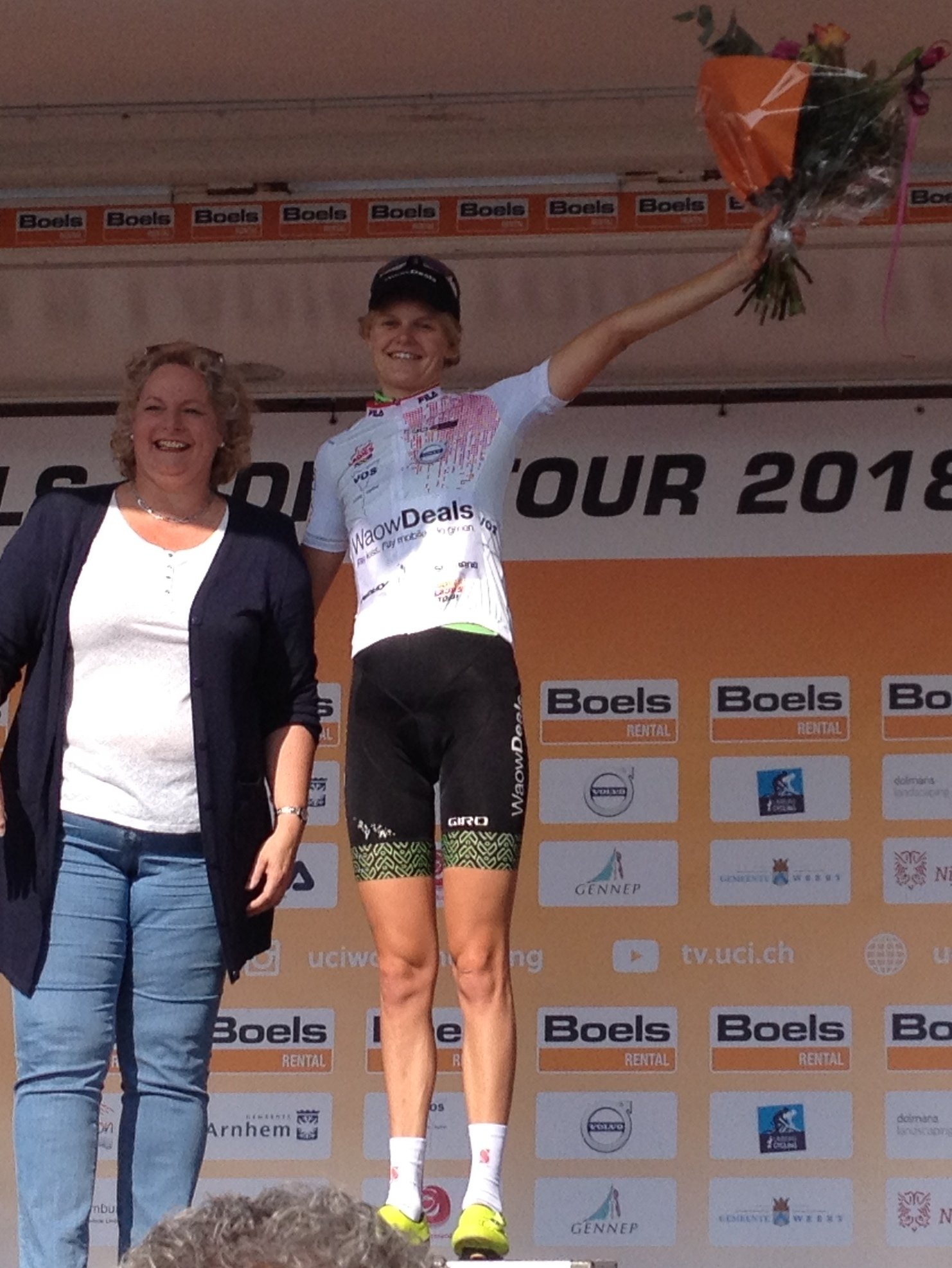
Jeanne Korevaar won de jongerentrui.

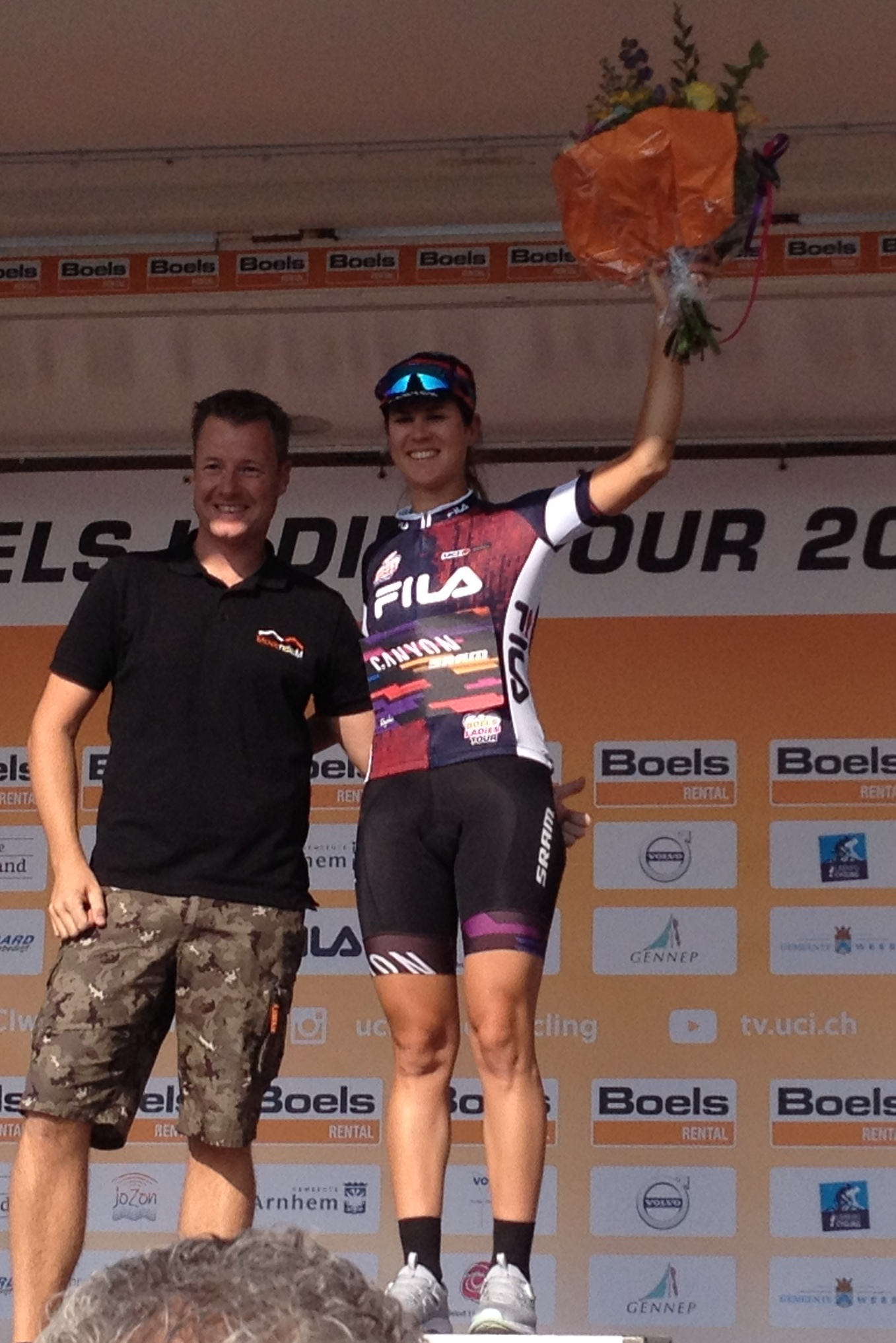
Elena Cecchini won de sprinttrui.

### Algemeen klassement
| Plaats      | Naam                 | Ploeg              | Tijd      |
| ----------- | -------------------- | ------------------ | --------- |
| Oranje trui | Annemiek van Vleuten | Mitchelton-Scott   | 14u34'54" |
| 2           | Ellen van Dijk       | Team Sunweb        | + 52"     |
| 3           | Anna van der Breggen | Boels Dolmans      | + 1'05"   |
| 4           | Tayler Wiles         | Verenigde Staten   | + 1'44"   |
| 5           | Leah Kirchmann       | Team Sunweb        | + 1'45"   |
| 6           | Amanda Spratt        | Mitchelton-Scott   | + 2'05"   |
| 7           | Eugenia Bujak        | BTC City Ljubljana | + 2'09"   |
| 8           | Amy Pieters          | Boels Dolmans      | + 2'11"   |
| 9           | Leah Thomas          | Verenigde Staten   | + 2'12"   |
| 10          | Elena Cecchini       | Canyon-SRAM        | + 2'14"   |

### Puntenklassement
| Plaats      | Naam                 | Ploeg            | Punten |
| ----------- | -------------------- | ---------------- | ------ |
| Groene trui | Annemiek van Vleuten | Mitchelton-Scott | 82     |
| 2           | Amalie Dideriksen    | Boels Dolmans    | 50     |
| 3           | Lucinda Brand        | Team Sunweb      | 49     |

### Bergklassement
| Plaats        | Naam                 | Ploeg                        | Punten |
| ------------- | -------------------- | ---------------------------- | ------ |
| Bolletjestrui | Eugénie Duval        | FDJ N.-Aquitaine Futuroscope | 26     |
| 2             | Chantal Blaak        | Boels Dolmans                | 18     |
| 3             | Annemiek van Vleuten | Mitchelton-Scott             | 13     |

### Jongerenklassement
| Plaats     | Naam             | Ploeg      | Tijd       |
| ---------- | ---------------- | ---------- | ---------- |
| Witte trui | Jeanne Korevaar  | Waowdeals  | 14u'38'03" |
| 2          | Marta Cavalli    | Valcar PBM | + 5"       |
| 3          | Sofia Bertizzolo | Astana     | + 23"      |

### Tussensprints
| Plaats      | Naam           | Ploeg                        | Punten |
| ----------- | -------------- | ---------------------------- | ------ |
| Blauwe trui | Elena Cecchini | Canyon-SRAM                  | 7      |
| 2           | Lauren Kitchen | FDJ N.-Aquitaine Futuroscope | 7      |
| 3           | Lucinda Brand  | Team Sunweb                  | 5      |

## Klassementsleiders na elke etappe
| Etappe      | Alg. klassement      | Puntenklassement     | Jongerenklassement | Bergklassement       | Tussensprint        | Strijdlust          |
| P           | Annemiek van Vleuten | Annemiek van Vleuten | Lisa Klein         | nog geen klassement  | nog geen klassement | nog geen klassement |
| 2           | Annemiek van Vleuten | Annemiek van Vleuten | Jeanne Korevaar    | Annemiek van Vleuten | Amy Pieters         | Rossella Ratto      |
| 3           | Annemiek van Vleuten | Annemiek van Vleuten | Jeanne Korevaar    | Annemiek van Vleuten | Lucinda Brand       | Hannah Barnes       |
| 4           | Annemiek van Vleuten | Annemiek van Vleuten | Jeanne Korevaar    | Annemiek van Vleuten | Elena Cecchini      | Omer Shapira        |
| 5           | Annemiek van Vleuten | Annemiek van Vleuten | Jeanne Korevaar    | Eugénie Duval        | Elena Cecchini      | Chantal Blaak       |
| 6           | Annemiek van Vleuten | Annemiek van Vleuten | Jeanne Korevaar    | Eugénie Duval        | Elena Cecchini      | geen winnaar        |
| Eindstanden | Annemiek van Vleuten | Annemiek van Vleuten | Jeanne Korevaar    | Eugénie Duval        | Elena Cecchini      | geen eindstand      |